# Roland Le Clerc
Roland Le Clerc (Saint-Brieuc, 30 mei 1963) is een voormalig  Frans wielrenner, die beroeps was tussen 1986 en 1993.

## Wielerloopbaan
Le Clerc werd in zijn eerste Tour 2e in de 15e etappe, na in een vlucht met Rolf Gölz en Martin Earley op de streep geklopt te zijn. In 1989 droeg hij drie dagen de gouden trui in de Ronde van Spanje.

## Belangrijkste overwinningen
1987
- Vuelta Camp de Morvedre

1989
- GP de Cannes
- 4e etappe Ronde van Luxemburg

1991
- Trofeo Comunidad Foral de Navarra

## Resultaten in voornaamste wedstrijden
| Jaar | Ronde van Italië | Ronde van Frankrijk | Ronde van Spanje |
| ---- | ---------------- | ------------------- | ---------------- |
| 1986 |                  |                     | 57e              |
| 1987 | 79e              | 107e                |                  |
| 1988 |                  | 70e                 | 91e              |
| 1989 |                  | 116e                | 63e              |
| 1990 |                  | 84e                 |                  |
| 1991 |                  | 106e                | 62e              |

| Jaar | Milaan-San Remo | Amstel Gold Race | Luik-Bast.‑Luik | Waalse Pijl |
| ---- | --------------- | ---------------- | --------------- | ----------- |
| 1986 |                 |                  |                 |             |
| 1987 |                 |                  |                 |             |
| 1988 | 80e             |                  |                 |             |
| 1989 |                 | 40e              | 34e             | 15e         |
| 1990 |                 | 29e              |                 | 91e         |
| 1991 |                 |                  |                 |             |